# Choi Eun-sook
Choi Eun-sook (n. 28 februarie 1986, Gwangju, Coreea de Sud) este o scrimeră ce a reprezentat Coreea de Sud, medaliată olimpică. A participat la o ediție a Jocurilor Olimpice (2012) în care a câștigat o medalie de argint.